# Mylochromis balteatus
Espèce
Statut de conservation UICN

 LC  : Préoccupation mineure
Mylochromis balteatus (ou Maravichromis balteatus) est une espèce de poissons de la famille des Cichlidés endémique du lac Malawi en Afrique.